# Kepler-37b
Kepler-37b – planeta pozasłoneczna krążąca wokół gwiazdy Kepler-37. Jest to najmniejsza i krążąca najbliżej macierzystej gwiazdy spośród trzech znanych planet w tym układzie.
W momencie ogłoszenia jej odkrycia w 2013 (planety zostały odkryte w 2012, ale ich odkrycie zostało ogłoszone dopiero w lutym 2013), była to najmniejsza znana planeta pozasłoneczna krążąca wokół gwiazdy ciągu głównego (PSR 1257+12 A ma masę zbliżoną do Kepler-37b; rozmiary tego obiektu nie są znane, ale są one najprawdopodobniej mniejsze od rozmiarów Kepler-37b).
Jej średnica wynosi jedną trzecią średnicy Ziemi (jest niewiele większa od Księżyca), okres orbitalny wynosi 13 dni. Temperatura na powierzchni planety wynosi około 700 K. Jest to najprawdopodobniej planeta skalista.
| Ziemia | Kepler-37b |
| ------ | ---------- |
|        |            |